# Beretta szigete
A Beretta szigete (eredeti cím: Beretta's Island) 1994-es amerikai akciófilm, amelyet Michael Preece rendezett. A főszerepben Franco Columbu látható.
A filmet 1994. január 26-án mutatták be.

## Rövid történet
Egy nyugdíjas Interpol-tiszt megpróbálja elkapni a drogbárót, aki megölte a barátját, és egy egész falut fenyeget Szardínia szigetén.

## Szereplők
- Franco Columbu – Franco Armando Beretta
- Arnold Schwarzenegger – Önmaga
- Ken Kercheval – Barone
- Elizabeth Kaitan – Linda
- Van Quattro – Johnny Carrera
- Jo Champa – Celeste
- Leslie Ming – Sly
- Audrey Brunner – Tina
- Dimitri Logothetis – Interpol ügynök
- Buck Holland – Pastore atya